# عصفور الملك أبيض الحنجرة
عصفور الملك الأبيض الحنجرة (الاسم العلمي: Tyrannus albogularis) (بالإنجليزية: White-throated Kingbird)‏ هو نوع من الطيور يتبع جنس عصفور الملك من فصيلة عصافير الملك.